# Glena kirkwoodaria
Glena kirkwoodaria là một loài bướm đêm trong họ Geometridae.